# David Rundblad
David Rundblad (ur. 8 października 1990 w Lycksele) – szwedzki hokeista, reprezentant Szwecji.
Jego brat Peter (ur. 1987) także został hokeistą.

## Kariera
- Lycksele SK (2004-2006)
- Västerbotten (2006)
- Skellefteå J18 (2006-2008)
- Skellefteå J20 (2006-2009)
- Skellefteå AIK (2008-2011)
- Ottawa Senators (2011)
- Phoenix Coyotes (2011-2014)
  -  Portland Pirates (od 2011)
- Chicago Blackhawks (2014-2016)
- ZSC Lions (2015-2017)
- SKA Sankt Petersburg (2017-2019)
- HK Soczi (2019-2022)
- Oulun Kärpät (2022-)

Wychowanek Lycksele SK. Wieloletni zawodnik Skellefteå. W drafcie NHL z 2009 został wybrany przez St. Louis Blues. Ponadto w KHL Junior Draft w 2010 wybrany przez Atłant Mytiszczi (runda 2, numer 43). W 2010 został zawodnikiem Ottawa Senators i w tej drużynie zadebiutował w sezonie NHL (2011/2012). W grudniu 2011 został graczem Phoenix Coyotes. Od tego czasu był wielokrotnie przekazywany do zespołu farmerskiego, Portland Pirates w lidze AHL. W lipcu 2013 przedłużył kontrakt z Coyotes o dwa lata. Od marca 2014 zawodnik. W maju 2015 prawa zawodnicze w ramach KHL nabył klub SKA Sankt Petersburg od Atłanta Mytiszczi. Od początku stycznia 2015 zawodnik ZSC Lions. Od lipca 2016 został wolnym zawodnikiem po tym, jak jego kontrakt został wykupiony przez klub z Chicago. Od początku września 2016 do kwietnia 2017 etatowy zawodnik ZSC. Od maja 2017 zawodnik rosyjskiego SKA, z którym w kwietniu 2018 przedłużył kontrakt o dwa lata. Pod koniec grudnia 2019 został zawodnikiem HK Soczi. Od czerwca 2022 w fińskim klubie Oulun Kärpät.
Uczestniczył w turnieju mistrzostw świata w 2011.

## Sukcesy
Reprezentacyjne
- Srebrny medal mistrzostw świata juniorów do lat 20: 2009
- Brązowy medal mistrzostw świata juniorów do lat 20: 2010
- Srebrny medal mistrzostw świata: 2011

Klubowe
- Srebrny medal mistrzostw Szwecji: 2011 ze Skellefteå
- Clarence S. Campbell Bowl: 2015 z Chicago Blackhawks
- Puchar Stanleya: 2013 z Chicago Blackhawks
- Puchar Szwajcarii: 2016 z ZSC Lions
- Brązowy medal mistrzostw Rosji: 2018, 2019 ze SKA

Indywidualne
- Elitserien (2010/2011):
  - Pierwsze miejsce w klasyfikacji asystentów: 39 asyst
  - Pierwsze miejsce w klasyfikacji asystentów wśród obrońców: 39 asyst
  - Pierwsze miejsce w klasyfikacji kanadyjskiej wśród obrońców: 50 punktów
  - Trofeum Salminga dla najlepszego obrońcy sezonu
  - Skład gwiazd
- AHL (2013(2014): AHL All-Star Classic
- KHL (2018/2019):
  - Drugie miejsce w klasyfikacji strzelców wśród obrońców w fazie play-off: 4 gole
    - Trzecie miejsce w klasyfikacji strzelców zwycięskich goli meczowych w fazie play-off: 4 gole